# Liban w Konkursie Piosenki Eurowizji
Liban miał zadebiutować na Konkursie Piosenki Eurowizji podczas jubileuszowego konkursu w 2005 roku. Reprezentantką Libanu podczas konkursu miała zostać Aline Lahoud z utworem „Quand tout s’enfuit” autorstwa Jada Rahbaniego i Romeo Lahouda, wujka piosenkarki.
W grudniu 2004 roku stacja Télé Liban ogłosiła rezygnację z udziału w konkursie z powodów finansowych. Kilka dni później Europejska Unia Nadawców (EBU), organizator konkursu, przekonał kraj do powrotu do stawki konkursowej. W marcu libańska agencja interaktywna wywołała kontrowersje po nieuwzględnieniu Izraela na liście uczestników na stworzonej przez nią lokalnej stronie internetowej poświęconej konkursowi. Libańskie prawo zabrania bowiem emitowania w telewizji publicznej programów odnoszących się do nazwy Izrael, co spowodowane jest wieloletnim konfliktem między krajami. Po interwencji EBU libański nadawca zdecydował się na usunięcie zakładki z uczestnikami ze strony poświęconej imprezie. EBU wymusiła także na dyrektorach stacji transmisję wszystkich konkursowych prezentacji bez zakłóceń, na co ci nie wyrazili zgody i ogłosili rezygnację z udziału w widowisku.
Tuż po ogłoszeniu decyzji stacji Lahoud oraz autorzy piosenki „Quand tout s’enfuit” wydali specjalne oświadczenie, w którym wyrazili swoje niezadowolenie z zainstniałej sytuacji.

## Uczestnictwo
| Rok  | Artysta      | Piosenka              | Finał      | Finał      | Półfinał   | Półfinał   |
| Rok  | Artysta      | Piosenka              | Miejsce    | Punkty     | Miejsce    | Punkty     |
| ---- | ------------ | --------------------- | ---------- | ---------- | ---------- | ---------- |
| 2005 | Aline Lahoud | „Quand tout s’enfuit” | Rezygnacja | Rezygnacja | Rezygnacja | Rezygnacja |